# チーズはいただき
『チーズはいただき』（Speedy Gonzales）は、アメリカの映画会社・ワーナー・ブラザースの短編アニメである。メリー・メロディーズ作品。1955年度アカデミー短編アニメ賞受賞作品。

## ストーリー
舞台はメキシコの国境。ここのネズミたちは餓えに苦しんでいた。この国境を越えればすぐにチーズ工場があるのだが、常にシルベスターが目を光らせているため容易に行くことは不可能であった。仮にくじで決めて行っても、シルベスターの餌食となってしまい、彼らがかぶっていたソンブレロは山の様になっていた。

悩んだ末に一人のネズミは、「このピンチを救えるのはスピーディー・ゴンザレスだけだ」と提案する。すぐにネズミは、スピーディーが営んでる射撃場で助けを求めた。快く受け入れたスピーディーは真っ先にその国境へと向い、仲間から熱い出迎えをされる。そしてスピーディーは自慢の足でチーズ工場からチーズを取ってくる。これには負けられないシルベスターも色々な作戦を試みるもスピーディーの足には敵わず、やられるのはシルベスターであった。

最後にスピーディーは「工場から全てのチーズを取ってくる」と発言。業を煮やしたシルベスターは工場内からチーズを全て持ってきて下にダイナマイトを設置。「取るものなら取ってみろ」とダイナマイトは爆破。だが、チーズはネズミ側に雨の様に降り、ネズミたちは大喜び。悔しくなったシルベスターは電信柱に顔をぶつける。一方スピーディーは、シルベスターのことを気に入っていた。

## キャラクター
- スピーディー・ゴンザレス（声：メル・ブランク、現日本語吹き替え：三ツ矢雄二）
- シルベスター・キャット（声：同様、現日本語吹き替え：江原正士）
- その他のネズミ

## 製作スタッフ
- 監督：I・フレレング
- 製作総括：エドワード・セルツァー
- アニメーション製作：ゲリー・チャイニクィー、テッド・ボーンニックソン、アーサー・デーヴィス
- レイアウト：ホーリー・プラット
- 脚本：ウォーレーン・フォスター
- 背景画：アーヴ・ワイナー
- 音楽：カール・スターリング

## 備考
- 今回の作品はスピーディー・ゴンザレスの2作品目で、デザインもこの作品から変更された。
- 今回は珍しくシルベスターがネズミを捕食している。
- スピーディーのデビュー作は1953年の『Cat-Tails for Two』で、絡んだのはネコのコンビ（同じルーニー・テューンズキャラのロッキーとマグジーに酷似）であり、今回がシルベスターとは最初に絡んだ作品である。1965年以後からはダフィー・ダックと絡むようになった。